# Marja-Sisko Aalto
Marja-Sisko Aalto (nacida el 29 de julio de 1954) es una pastora de la Iglesia Evangélica Luterana finlandesa. Fue vicaria de la parroquia de Imatra de 1986 a 2010.
Nació en Lappeenranta, y es la séptima de ocho hermanos. Ingresó en la facultad de teología de la Universidad de Helsinki en 1973. Ha estado casada dos veces y tiene tres hijos.
En noviembre de 2008, Aalto se declaró mujer trans y anunció su intención de someterse a una cirugía de reasignación de sexo, lo que provocó una gran controversia en la Iglesia. El obispo de Mikkeli, Voitto Huotari, dijo que no existía ningún obstáculo jurídico para que Aalto continuase como vicaria, pero que habría problemas.
En 2009 había casi 600 fieles menos que el año anterior en la parroquia de Imtra. En noviembre de 2009 Aalto regresó al puesto de vicaria tras un año de permiso. En marzo de 2010 solicitó que se le permitiera renunciar, en parte debido a la discriminación que sufría.
Fue elegida notaria de la diócesis de Kuopio por la Iglesia Evangélica Luterana en 2010.